# Апостольский экзархат в Аргентине
Апостольский экзархат в Аргентине (исп. Exarcado Apostólico Greco-Melkita Católico) — апостольский экзархат Мелькитской католической церкви с центром в городе Кордова, Аргентина. Апостольский экзархат в Аргентины распространяет свою юрисдикцию на всю территорию страны. Кафедральным собором епархии апостольского экзархата в Аргентине является церковь святого Геогрия в городе Кордова.

## История
21 марта 2002 года Римский папа Иоанн Павел II выпустил буллу «Quandoquidem saeculorum», которой учредил апостольский экзархат в Аргентине для верующих Мелькитской католической церкви, проживающих на всей территории Аргентины.

## Структура
В Аргентине действуют три прихода апостольского экзархата в Аргентине:
- Церковь святого Георгия в городе Кордова — кафедральный собор;
- Церковь святого Георгия в городе Росарио;
- Церковь Пресвятой Девы Марии Неустанной Помощи в городе Буэнос-Айресе.

## Ординарии апостольского экзархата
- епископ Georges Nicolas Haddad S.M.S.P.[1] (20.04.2002 — 19.12.2005);
- епископ Jean-Abdo Arbach B.C. (17.10.2006 — 23.06.2012) — назначен архиепископом Хомса;
- епископ Ibrahim Salameh, S.M.S.P. (15.08.2013 — 14.01.2023, в отставке);
  - епископ Jean Abou Charouche (14.01.2023 — по настоящее время—  апостольский администратор).

## Источник
- Annuario Pontificio, Libreria Editrice Vaticana, Città del Vaticano, 2003, ISBN 88-209-7422-3
- Булла Quandoquidem saeculorum  (лат.)